# 107 Камила
107 Камила (лат. 107 Camilla) је астероид са пречником од приближно 222,62 km.
Афел астероида је на удаљености од 3,745 астрономских јединица (АЈ) од Сунца, а перихел на 3,210 АЈ.
Ексцентрицитет орбите износи 0,076, инклинација (нагиб) орбите у односу на раван еклиптике 10,050 степени, а орбитални период износи 2369,040 дана (6,486 година).
Апсолутна магнитуда астероида је 7,08 а геометријски албедо 0,052.
Астероид је откривен 17. новембра 1868. године.